# Przemysław Kasperkiewicz
Przemysław Kasperkiewicz, né le 1er mars 1994 à Kalisz, est un coureur cycliste polonais.

## Biographie
En 2012, Przemysław Kasperkiewicz se révèle sur la scène nationale en terminant, à 18 ans, deuxième du Tour de la région de Łódź, avant de prendre la septième place du Grand Prix Rüebliland quelques semaines plus tard. Il confirme ces bons résultats l'année suivante, à domicile, en prenant la sixième place au terme de la Carpathian Couriers Race. 
Vice-champion de Pologne espoirs du contre-la-montre, il signe en 2014 un contrat avec l'équipe continentale Bauknecht-Author.

### 2014-2017: Des débuts encourageants au niveau continental
Durant l'année 2014, Przemysław Kasperkiewicz est troisième de la Carpathian Couriers Race, il remporte la première étape de la Course de la Paix. Pour une seconde, il rate le titre national en contre-la-montre espoirs, avant d'échouer quelques jours plus tard au pied du podium du championnat de Pologne en ligne élite. 
Dans les rangs de l'équipe tchèque AWT-Greenway en 2015, Przemysław Kasperkiewicz obtient une neuvième place sur La Côte Picarde, et une autre neuvième place sur la première étape du Tour de Picardie, remportée par Kris Boeckmans.
L'année suivante, il incarne avec Rémi Cavagna la paire d'atouts de Klein Constantia, réserve de réserve de Quick-Step, sur le Paris-Arras Tour notamment, dont il termine cinquième et meilleur sprinteur. Il réalise la même prestation au classement final de l'Olympia's Tour, début octobre, aux Pays-Bas. 
En 2017, il quitte Klein Constantia pour l'équipe irlandaise An Post-ChainReaction. Il connaît un printemps fructueux sous ses nouvelles couleurs, ajoutant à son palmarès deux succès en moins d'un mois : la cinquième étape du Tour de Bretagne d'abord, puis la dernière étape de l'An Post Rás, dont il termine meilleur grimpeur. 
Malgré son changement d'équipe, Przemysław Kasperkiewicz reste proche de la structure de Quick-Step, au sein de laquelle il est stagiaire en août. Il contribue ainsi à la victoire d'Iljo Keisse sur l'Omloop Mandel-Leie-Schelde, ainsi qu'à celle de Fernando Gaviria au Championnat des Flandres ou encore au succès de Matteo Trentin lors de la Primus Classic. 
Début octobre, l'équipe Delko-Marseille Provence-KTM annonce avoir recruté Przemysław Kasperkiewicz pour les saisons 2018 et 2019.

## Palmarès
- 2011
  - 2e du championnat de Pologne de poursuite par équipes
- 2012
  - 2e du championnat de Pologne du contre-la-montre juniors
  - 2e du championnat de Pologne de poursuite par équipes
  - 2e du Tour de la région de Łódź
- 2013
  - 2e du championnat de Pologne du contre-la-montre espoirs
- 2014
  - 1re étape de la Course de la Paix espoirs
  - 2e du championnat de Pologne du contre-la-montre espoirs
  - 3e de la Carpathian Couriers Race
- 2016
  - 3e du championnat de Pologne du contre-la-montre espoirs
  - 9e du championnat d'Europe sur route espoirs
- 2017
  - 5e étape du Tour de Bretagne
  - 8e étape de l'An Post Rás
- 2019
  - 6e étape du Tour du Rwanda

## Classements mondiaux
| Année           | 2013 | 2014 | 2015 | 2016 |
| --------------- | ---- | ---- | ---- | ---- |
| UCI Europe Tour | 868e | 271e | nc   | 903e |